# Mister Brasil CNB 2017
Mister Brasil CNB 2017 foi a 12ª edição do tradicional concurso de beleza masculino de nível nacional de Mister Brasil, válido para disputas internacionais de Mister Internacional, Mister Global, Manhunt Internacional, entre outros. Trata-se também da 1ª edição sob a marca "CNB" e a 10ª edição sob o comando do empresário Henrique Fontes. Participaram da competição quarenta e dois (42) candidatos em busca do título que pertencia ao paulista Carlos Franco. O certame se realizou no Hotel do Bosque, localizado em Angra dos Reis, Rio de Janeiro no dia 12 de Agosto com transmissão ao vivo pelo canal do concurso no You Tube e posterior transmissão nacional pela Rede Brasil (a emissora transmitiu o concurso gravado para todo o país no dia 18 de agosto). O certame estava programado para realizar-se no dia 5 de Maio, mas foi postergado para o dia 12 de Agosto.

## Resultados

### Colocações
| Posição                                             | Representação e Candidato |
| --------------------------------------------------- | --- |
| Vencedor                                            | Caminho dos Príncipes - Matheus Song |
| 2º. Lugar                                           | Rio Grande do Norte - Leonardo Nobre |
| 3º. Lugar                                           | Minas Gerais - Júnior Garcia |
| 4º. Lugar                                           | Rio Grande do Sul - Augusto Grave |
| 5º. Lugar                                           | Pampa Gaúcho - Cristian Fin |
| 6º. Lugar                                           | Vale do Rio Grande - Diego Baldon |
| (TOP 11) Semifinalistas (Em ordem de classificação) | Pernambuco - Eduardo Medeiros Espírito Santo - Igor Costa Brasília - André Farias São Paulo - Leonel Barbozza Paraná - Júnior Neves Chapada dos Guimarães - Yuri Baranhuk |
| (TOP 21) Semifinalistas (Em ordem de classificação) | Pantanal (MS) - Elias Uchôa Ceará - Diogo Souza Goiás - Rodrigo Krauzer Mato Grosso - Leonardo Menegon Maranhão - Paulo Roberto Pará - Danilson Furtado Santa Catarina - Diogo Farias Mato Grosso do Sul - Carlos Gabo Rio de Janeiro - Arturo de Córdova RJ Capital - Patrick Luvise Roraima - Gabriel Corrêa Acre - Matheus Borges |

O cantor argentino Patricio Arellano se apresentou durante a competição nacional.

     Anunciados apenas como "finalistas" durante a final.

### Prêmios especiais
O concurso distribuiu os seguintes prêmios este ano:
| Prêmio           | Representação e Candidato            |
| ---------------- | ------------------------------------ |
| Mister Parceria  | Mato Grosso - Leonardo Menegon       |
| Mister Elegância | Caminho dos Príncipes - Matheus Song |
| Mister Fotogenia | Pampa Gaúcho - Cristian Fin          |

### Ordem dos Anúncios
| 1. Acre 2. Caminho dos Príncipes 3. Ceará 4. Espírito Santo 5. Goiás 6. Maranhão 7. Mato Grosso 8. Mato Grosso do Sul 9. Minas Gerais 10. Pampa Gaúcho 11. Pantanal (MS) 12. Pará 13. Paraná 14. Pernambuco 15. Rio de Janeiro 16. Rio Grande do Norte 17. Rio Grande do Sul 18. RJ Capital 19. Roraima 20. Santa Catarina 21. São Paulo | 1. Caminho dos Príncipes 2. Espírito Santo 3. Minas Gerais 4. Pampa Gaúcho 5. Paraná 6. Pernambuco 7. Rio Grande do Norte 8. Rio Grande do Sul 9. São Paulo 10. Brasília 11. Chapada dos Guimarães | 1. Minas Gerais 2. Caminho dos Príncipes 3. Rio Grande do Sul 4. Rio Grande do Norte 5. Pampa Gaúcho 6. Vale do Rio Grande |  |

## Quadro de prêmios

### Prêmios secundários
| Prêmio                  | Representação e Candidata              |
| ----------------------- | -------------------------------------- |
| Modelo Revelação 40°    | Caminho dos Príncipes - Matheus Song 1 |
| Mister Livi Treinamento | Brasília - André Farias 2              |
| Mister Health & Fitness | Rio Grande do Sul - Augusto Grave      |
| Mister Melhor Sorriso   | Salto Utiariti - Vitor Dalmollin 3     |

1. Escolhido pelo fotógrafo Sérgio Mattos, da agência carioca "40º Graus Models". [5]
2. Escolhido pelos representantes da Livi Treinamento: Maurício Oliveira e Andrisa Fregapani.
3. Escolhido pelo cirurgião dentista, Drº Manuel Barrios.

### Prêmios para coordenadores
O concurso também premiou os coordenadores regionais:
| Título                | Candidato            |
| --------------------- | -------------------- |
| Coordenação Revelação | - Acre - Sidney Lins |

### Misters regionais
Os mais bem colocados por região do País:
| Título              | Candidato                            |
| ------------------- | ------------------------------------ |
| Mister Centro-Oeste | Brasília - André Farias              |
| Mister Nordeste     | Rio Grande do Norte - Leonardo Nobre |
| Mister Norte        | Pará - Danilson Furtado              |
| Mister Sudeste      | Minas Gerais - Júnior Garcia         |
| Mister Sul          | Rio Grande do Sul - Augusto Grave    |

## Jurados
Ajudaram à eleger o campeão:

### Final
1. Suzy Rêgo, atriz;
2. Lucas Malvacini, Mister Brasil 2011;
3. Evê Sobral, apresentador da Rede Brasil;
4. Fernanda Moreira, da MCR Comunicação;
5. Alexander Gonzalez, preparador venezuelano;
6. Drª. Alicy Scavello, do projeto "Beleza pelo Bem";
7. João Ricardo Camilo Dias, do Voy Miss Brazil on Board;
8. Fernanda Moreira, gerente de vendas do Hotel do Bosque;
9. Gabriel Queiroz, gerente de hospedagens do Hotel do Bosque;
10. Andre Sleigh, sul-africano dono do blog Eye for Beauty;
11. Frank Tao, representante do aplicativo "Live.me";
12. Drº. Fabricio Bervian, cirurgião plástico;
13. Carla Grotto, da "Desta Assessoria";
14. Fernando Vieira, ator;

## Classificação direta
As etapas voltaram a ter classificação automática este ano:

### Top 06
O vencedor desta etapa avançou direto para o Top 06:

#### Popular no Live Me
O candidato com mais curtidas e acessos na sua página do "Live Me":
| Colocação | Candidato                           |
| --------- | ----------------------------------- |
| 1         | - Vale do Rio Grande - Diego Baldon |

### Top 10
O vencedor desta etapa avançou direto para o Top 10:

#### Beleza pelo Bem
O candidato com melhor projeto social:
| Colocação  | Candidato                                                                                |
| ---------- | ---------------------------------------------------------------------------------------- |
| 1          | - Brasília - André Farias - Chapada dos Guimarães - Yuri Baranhuk                        |
| Finalistas | - Paraíba - Raphael dos Anjos - São Paulo - Leonel Barbozza - Sergipe - Rafael Luís Góis |

### Top 20
Os candidatos vencedores dessas provas já garantiram classificação no Top 20:

#### Entrevista
Nesta categoria foi avaliada a oratória e comunicabilidade do candidato:
| Colocação | Candidato                         |
| --------- | --------------------------------- |
| 1         | Rio Grande do Sul - Augusto Grave |
| 2         | Mato Grosso do Sul - Carlos Gabo  |
| 3         | Pantanal (MS) - Elias Uchôa       |

| Colocação | Candidato                          |
| --------- | ---------------------------------- |
| 1         | Paraná - Júnior Neves              |
| 2         | Vale do Itajaí - Willian Buginski  |
| 3         | Rio de Janeiro - Arturo de Córdova |

| Colocação | Candidato                            |
| --------- | ------------------------------------ |
| 1         | Caminho dos Príncipes - Matheus Song |
| 2         | Rio Grande do Norte - Leonardo Nobre |
| 3         | Rio Grande do Sul - Augusto Grave    |

| Colocação | Candidato                                                                 |
| --------- | ------------------------------------------------------------------------- |
| 1         | Acre - Matheus Borges (12,0 mil) Santa Catarina - Diogo Farias (12,0 mil) |
| 2         | Minas Gerais - Júnior Garcia                                              |
| 3         | Caminho dos Príncipes - Matheus Song                                      |

| Colocação | Candidato                         |
| --------- | --------------------------------- |
| 1         | Rio Grande do Sul - Augusto Grave |
| 2         | Minas Gerais - Júnior Garcia      |
| 3         | Santa Catarina - Diogo Farias     |

| Colocação | Candidato                              |
| --------- | -------------------------------------- |
| 1         | Caminho dos Príncipes - Matheus Song 1 |
| 2         | Rio Grande do Sul - Augusto Grave      |
| 3         | Paraná - Júnior Neves                  |

| Colocação | Candidato                          |
| --------- | ---------------------------------- |
| 1         | Pará - Danilson Furtado            |
| 2         | Rio de Janeiro - Arturo de Córdova |
| 3         | Pampa Gaúcho - Cristian Fin        |

1. Matheus foi declarado vencedor da etapa pois o vencedor original (São Paulo) descumpriu uma regra e foi desqualificado.

## Classificação Geral
Abaixo as classificações finais dos candidatos ao título deste ano:
| Posição | Representação         | Moda Praia | Entrevista | Fantasia e Criatividade | Top Model | Moda Noite | Nota Preliminar | Votação Top 10 | Votação Top 05 | Votação Final |
| ------- | --------------------- | ---------- | ---------- | ----------------------- | --------- | ---------- | --------------- | -------------- | -------------- | ------------- |
| 1º      | Caminho dos Príncipes | 88.60      | 91.62      | 89.50                   | 90.55     | 90.44      | 90.14           | 103.14         | 23             | 68            |
| 2º      | Rio Grande do Norte   | 93.00      | 88.25      | 87.25                   | 90.44     | 85.11      | 88.81           | 98.81          | 11             | 53            |
| 3º      | Minas Gerais          | 95.00      | 92.87      | 92.50                   | 83.88     | 84.66      | 89.78           | 95.78          | 10             | 49            |
| 4º      | Rio Grande do Sul     | 95.60      | 95.25      | 90.25                   | 89.77     | 90.33      | 92.24           | 103.24         | 25             | 42            |
| 5º      | Pampa Gaúcho          | 87.40      | 90.62      | 95.25                   | 89.66     | 81.55      | 88.90           | 97.90          | 20             | 41            |
| 6º      | Vale do Rio Grande    | 73.80      | 81.62      | 83.87                   | 76.44     | 77.66      | 78.68           |                |                | 20            |
| 7º      | Pernambuco            | 80.80      | 84.87      | 91.50                   | 81.22     | 86.55      | 84.99           | 93.99          | 8              |               |
| 8º      | Espírito Santo        | 85.40      | 86.87      | 89.75                   | 82.77     | 84.11      | 85.78           | 92.78          | 4              |               |
| 9º      | Brasília              | 86.40      | 86.87      | 79.00                   | 82.22     | 83.88      | 83.67           |                | 2              |               |
| 9º      | São Paulo             | 89.80      | 82.25      | 90.87                   | 88.11     | 95.00      | 89.21           | 98.21          | 2              |               |
| 11º     | Paraná                | 91.80      | 88.25      | 88.75                   | 85.55     | 88.55      | 88.58           | 92.58          | 0              |               |
| 11º     | Chapada dos Guimarães | 76.40      | 87.87      | 82.00                   | 81.44     | 80.55      | 81.65           |                | 0              |               |
| 13º     | Pantanal (MS)         | 81.20      | 93.25      | 94.25                   | 85.00     | 86.88      | 88.12           | 92.12          |                |               |
| 14º     | Ceará                 | 83.60      | 89.25      | 89.37                   | 85.77     | 83.33      | 86.26           | 91.26          |                |               |
| 15º     | Goiás                 | 78.80      | 87.37      | 87.00                   | 85.77     | 85.88      | 84.96           | 90.96          |                |               |
| 16º     | Mato Grosso           | 82.40      | 91.62      | 89.37                   | 84.55     | 79.77      | 85.54           | 90.54          |                |               |
| 17º     | Maranhão              | 84.00      | 89.00      | 87.75                   | 89.66     | 86.77      | 87.44           | 90.44          |                |               |
| 18º     | Pará                  | 92.60      | 80.37      | 97.62                   | 89.55     | 81.33      | 88.29           | 90.29          |                |               |
| 19º     | Santa Catarina        | 94.60      | 78.37      | 88.00                   | 85.44     | 87.77      | 86.84           | 88.84          |                |               |
| 20º     | Mato Grosso do Sul    | 86.80      | 93.75      | 97.50                   | 81.11     | 80.66      | 87.96           | 87.96          |                |               |
| 21º     | Rio de Janeiro        | 83.40      | 81.00      | 96.62                   | 89.00     | 82.44      | 86.49           | 86.49          |                |               |
| 22º     | RJ Capital            | 87.40      | 79.00      | 91.62                   | 89.55     | 84.00      | 86.31           | 86.31          |                |               |
| 23º     | Roraima               | 91.80      | 88.50      | 79.87                   | 81.77     | 82.66      | 84.92           | 84.92          |                |               |
| 24º     | Acre                  | 88.80      | 85.87      | 80.37                   | 78.88     | 81.88      | 83.16           | 83.16          |                |               |
| 25º     | Sergipe               | 81.20      | 88.50      | 88.25                   | 83.66     | 81.11      | 84.54           |                |                |               |
| 26º     | Vale do Itajaí        | 81.60      | 83.25      | 84.50                   | 85.44     | 84.44      | 83.85           |                |                |               |
| 27º     | Cataratas do Iguaçu   | 79.20      | 84.00      | 91.62                   | 84.22     | 80.11      | 83.83           |                |                |               |
| 28º     | Amazonas              | 80.80      | 81.87      | 94.62                   | 80.88     | 80.88      | 83.81           |                |                |               |
| 29º     | Serra Gaúcha          | 82.20      | 84.25      | 84.50                   | 83.44     | 81.88      | 83.25           |                |                |               |
| 30º     | Paraíba               | 78.40      | 90.00      | 85.50                   | 79.44     | 80.88      | 82.84           |                |                |               |
| 31º     | Alto Uruguai          | 80.40      | 88.50      | 81.87                   | 80.66     | 79.22      | 82.13           |                |                |               |
| 32º     | Vale do Taquari       | 82.40      | 84.12      | 85.50                   | 77.55     | 79.33      | 81.78           |                |                |               |
| 33º     | Pantanal (MT)         | 81.60      | 80.50      | 90.50                   | 78.44     | 77.55      | 81.72           |                |                |               |
| 34º     | Vale dos Sinos        | 80.40      | 79.75      | 83.37                   | 81.55     | 83.00      | 81.61           |                |                |               |
| 35º     | Salto Utiariti        | 76.60      | 79.87      | 81.87                   | 85.33     | 81.77      | 81.09           |                |                |               |
| 36º     | Tocantins             | 76.80      | 83.37      | 85.00                   | 81.22     | 78.88      | 81.05           |                |                |               |
| 37º     | Ilhabela              | 79.80      | 81.50      | 84.75                   | 79.00     | 79.88      | 80.99           |                |                |               |
| 38º     | Rondônia              | 81.20      | 89.37      | 79.75                   | 77.00     | 76.33      | 80.73           |                |                |               |
| 39º     | Bahia                 | 73.80      | 88.25      | 83.12                   | 78.22     | 80.00      | 80.68           |                |                |               |
| 40º     | Alto Cafezal          | 80.60      | 83.37      | 81.00                   | 78.11     | 79.66      | 80.55           |                |                |               |
| 40º     | Costa Verde e Mar     | 81.00      | 79.62      | 84.00                   | 80.11     | 78.00      | 80.55           |                |                |               |
| 42º     | Ilhas de Búzios       | 72.00      | 84.75      | 77.62                   | 72.66     | 74.88      | 76.38           |                |                |               |

     Candidato presente no Top 06 por ter vencido a etapa "Mister Live.me"
     Candidatos presentes no Top 11 por terem vencido a etapa "Beleza pelo Bem".
     Candidatos presentes no Top 20 por terem vencido as etapas classificatórias.

## Candidatos
Disputaram o título este ano:

### Estaduais
| Título                     | UF                      | Candidato         | Idade | Altura | Representação        | Ref.   |
| -------------------------- | ----------------------- | ----------------- | ----- | ------ | -------------------- | ------ |
| Mister Acre                | Acre                    | Matheus Borges    | 22    | 1.85   | Cruzeiro do Sul      | [ 9 ]  |
| Mister Amazonas            | Amazonas                | Kauê Valente      | 27    | 1.78   | Belém                | [ 10 ] |
| Mister Bahia               | Bahia                   | Darlan Torres     | 22    | 1.84   | Brumado              | [ 11 ] |
| Mister Ceará               | Ceará                   | Diogo Souza       | 26    | 1.88   | Rio de Janeiro       | [ 12 ] |
| Mister Espírito Santo      | Espírito Santo (estado) | Igor Costa        | 27    | 1.81   | Belo Horizonte       | [ 13 ] |
| Mister Goiás               | Goiás                   | Rodrigo Krauzer   | 20    | 1.85   | Aparecida de Goiânia | [ 14 ] |
| Mister Maranhão            | Maranhão                | Paulo Roberto     | 29    | 1.86   | Santa Helena         | [ 15 ] |
| Mister Mato Grosso         | Mato Grosso             | Leonardo Menegon  | 25    | 1.83   | Várzea Grande        | [ 16 ] |
| Mister Mato Grosso do Sul  | Mato Grosso do Sul      | Carlos Gabo       | 25    | 1.88   | Dourados             | [ 17 ] |
| Mister Minas Gerais        | Minas Gerais            | Júnior Garcia     | 26    | 1.90   | Cedro do Abaeté      | [ 18 ] |
| Mister Pará                | Pará                    | Danilson Furtado  | 23    | 1.92   | Castanhal            | [ 19 ] |
| Mister Paraíba             | Paraíba                 | Raphael dos Anjos | 29    | 1.78   | Brasília             | [ 20 ] |
| Mister Paraná              | Paraná                  | Júnior Neves      | 27    | 1.88   | Balneário Piçarras   | [ 21 ] |
| Mister Pernambuco          | Pernambuco              | Eduardo Medeiros  | 29    | 1.83   | Porto de Galinhas    | [ 22 ] |
| Mister Rio de Janeiro      | Rio de Janeiro          | Arturo de Córdova | 25    | 1.89   | Itapema              | [ 23 ] |
| Mister Rio Grande do Norte | Rio Grande do Norte     | Leonardo Nobre    | 28    | 1.85   | Almino Afonso        | [ 24 ] |
| Mister Rio Grande do Sul   | Rio Grande do Sul       | Augusto Grave     | 30    | 1.88   | Canoas               | [ 25 ] |
| Mister Rondônia            | Rondônia                | Jefferson Silva   | 24    | 1.78   | Porto Velho          | [ 26 ] |
| Mister Roraima             | Roraima                 | Gabriel Corrêa    | 26    | 1.83   | Brasília             | [ 27 ] |
| Mister Santa Catarina      | Santa Catarina          | Diogo Farias      | 19    | 1.89   | Imbituba             | [ 28 ] |
| Mister São Paulo           | São Paulo               | Leonel Barbozza   | 29    | 1.90   | Itu                  | [ 29 ] |
| Mister Sergipe             | Sergipe                 | Rafael Luís Góis  | 24    | 1.84   | Aracaju              | [ 30 ] |
| Mister Tocantins           | Tocantins               | Hugo Magalhães    | 28    | 1.81   | Brasília             | [ 31 ] |

1. Trata-se do município que o candidato representou durante a etapa estadual.
  1. Em caso de aclamação, trata-se do município de origem do candidato.

### Insulares & Regiões
| Título                       | UF                        | Candidato        | Idade | Altura | Representação       | Ref.   |
| ---------------------------- | ------------------------- | ---------------- | ----- | ------ | ------------------- | ------ |
| Mister Alto Cafezal          | São Paulo                 | Renato Stigliano | 30    | 1.83   | Marília             | [ 32 ] |
| Mister Alto Uruguai          | Rio Grande do Sul         | Celso Casaril    | 24    | 1.86   | Campinas do Sul     | [ 33 ] |
| Mister Brasília              | Distrito Federal (Brasil) | André Farias     | 23    | 1.84   | Samambaia           | [ 34 ] |
| Mister Caminho dos Príncipes | Santa Catarina            | Matheus Song     | 22    | 1.82   | Joinville           | [ 35 ] |
| Mister Cataratas do Iguaçu   | Paraná                    | Thiago Gruhn     | 21    | 1.87   | Mal. Cândido Rondon | [ 36 ] |
| Mister Chapada dos Guimarães | Mato Grosso               | Yuri Baranhuk    | 28    | 1.84   | Cuiabá              | [ 37 ] |
| Mister Costa Verde & Mar     | Santa Catarina            | Jeison Mafli     | 27    | 1.84   | Balneário Camboriú  | [ 38 ] |
| Mister Ilhabela              | São Paulo                 | Victor Devolder  | 30    | 1.84   | Niterói             | [ 11 ] |
| Mister Ilhas de Búzios       | Rio de Janeiro            | Thiago Pigozzo   | 26    | 1.78   | Casimiro de Abreu   | [ 39 ] |
| Mister Pampa Gaúcho          | Rio Grande do Sul         | Cristian Fin     | 22    | 1.82   | União da Serra      | [ 40 ] |
| Mister Pantanal (MT)         | Mato Grosso               | Rian Pedroso     | 20    | 1.91   | Cuiabá              | [ 41 ] |
| Mister Pantanal (MS)         | Mato Grosso do Sul        | Elias Uchôa      | 30    | 1.89   | Três Lagoas         | [ 17 ] |
| Mister RJ Capital            | Rio de Janeiro            | Patrick Luvise   | 22    | 1.89   | Rio de Janeiro      | [ 42 ] |
| Mister Salto Utiariti        | Mato Grosso               | Vitor Dalmollin  | 22    | 1.89   | Lages               | [ 43 ] |
| Mister Serra Gaúcha          | Rio Grande do Sul         | Thiago Salton    | 28    | 1.88   | Guaporé             | [ 44 ] |
| Mister Vale do Itajaí        | Santa Catarina            | Willian Buginski | 21    | 1.83   | Blumenau            | [ 45 ] |
| Mister Vale do Rio Grande    | São Paulo                 | Diego Baldon     | 30    | 1.89   | Americana           | [ 46 ] |
| Mister Vale do Taquari       | Rio Grande do Sul         | Rodrigo Pinheiro | 30    | 1.84   | Triunfo             | [ 47 ] |
| Mister Vale dos Sinos        | Rio Grande do Sul         | Marjan Mariani   | 23    | 1.86   | Campo Bom           | [ 48 ] |

1. Trata-se do município que o candidato representou durante a etapa estadual.
  1. Em caso de aclamação, trata-se do município de origem do candidato.

## Histórico

### Trocas
- Alagoas - Jonathas Lucas ► João Lucas.
- Amazonas - Herielton Lopes ► Kauê Valente
- Bahia - Stefano Ventin ► Darlan Torres
- Ceará - Victor Pikman ► João Neto Martins ► Diogo Souza
- Espírito Santo - Sandro Farias ► Igor Costa
- Ilhabela - Caíque Abreu ► Victor Devolder
- Rio de Janeiro - Leonardo Barreto ► Arturo de Córdova

### Desistências
- Alagoas - João Lucas[49]
- Ilha dos Lobos - Vinícius Fialho
- Plano Piloto - Thiago Vieira[50]

### Visão geral
- Este ano foram realizados treze (13) concursos estaduais.
- Três (3) Estados do País não foram representados este ano: Alagoas, Amapá e Piauí.
- Foi a primeira vez em três (3) anos que os Estados do Acre, Paraíba e Roraima voltaram a ter representante no concurso.
- De todos os vinte e quatro (24) candidatos estaduais, apenas catorze (14) nasceram no Estado que representaram.
- O primeiro candidato a ser eleito para a disputa foi Diogo Farias (Santa Catarina), no dia 30 de Abril de 2016.
- Essa edição igualou o recorde alcançado em 2015, competiram pelo título 42 candidatos.
- Foi a terceira vez consecutiva que o médico dermatologista Juliano Crema apresentou o concurso.
- Foi a primeira vez que o candidato do Distrito Federal recebeu a denominação de "Brasília".
- Os gaúchos e os catarinenses dominaram o concurso, sete (7) candidatos de cada Estado.
- Depois dos gaúchos e dos catarinenses, cinco (5) vieram do Distrito Federal.
- Os representantes de Alto Cafezal, Ilhabela, Pantanal (MS), Rio Grande, Rio G. do Sul e Vale do Taquari foram os mais velhos com 30 anos.
- Por sua vez, o candidato mais jovem na disputa pelo título foi Diogo Farias (Santa Catarina) com apenas 19 anos de idade.
- O mais alto entre todos os candidatos foi Danilson Furtado (Pará) com 1.92m de altura.
- Os menores, com 1.78m foram: Kauê Valente (Amazonas), Thiago Pigozzo (Búzios), Raphael dos Anjos (Paraíba) e Jefferson Silva (Rondônia).
- O candidato do Mato Grosso do Sul Carlos Gabo é publicamente homossexual e venceu o Mister Brasil Diversidade.
- Júnior Garcia (Minas Gerais) e Matheus Song (Caminho dos Príncipes) são pais.
- Jefferson Silva (Rondônia) é o irmão mais novo do Mister Rondônia 2016, Brisol Júnior.
- Paranaense de Guarapuava, Rodrigo Krauzer (Goiás) mora desde 2013 no Estado que representou.[51]

## Designações
O certame deste ano enviou candidatos para as seguintes disputas:
- Matheus Song (1º. Lugar) representou o Brasil no Mister Supranational 2017, realizado na Polônia e ficou em 3º. Lugar.
- Leonardo Nobre (2º. Lugar) representou o Brasil no Mister Internacional 2017, realizado em Mianmar e foi Mister Fotogenia.
- Júnior Garcia (3º. Lugar) representou o Brasil no Mister Global 2018, realizado na Tailândia e parou no Top 10.
- Cristian Fin (5º. Lugar) representou o Brasil no Manhunt International 2017, realizado na Tailândia e parou no Top 16.
- Diego Jácome (8º. Lugar em 2016) representou Noronha no Manhunt International 2017, na Tailândia e foi Best Model Americas.
- Igor Costa (8º. Lugar) representou o Brasil no Mister Ocean 2017, realizado em Taiwan.

## Crossovers
Candidatos em outros concursos:
| Mister Brasília - 2017: Paraíba - Raphael Anjos (Top 10) - (Representando a região adm. de Águas Claras) - 2017: Roraima - Gabriel Corrêa (5º. Lugar) - (Representando a região adm. de Fercal) - 2017: Tocantins - Hugo Magalhães (3º. Lugar) - (Representando a região adm. de Sudoeste/Octogonal) Mister Goiás - 2015: Paraná - Júnior Neves (Top 11) - (Representando a cidade de Pirenópolis) Mister Pará - 2017: Amazonas - Kauê Valente (2º. Lugar) - (Sem representação específica) Mister Santa Catarina - 2015: Paraná - Júnior Neves (5º. Lugar) - (Representando a cidade de Balneário Piçarras) | Mister Brasil Tur - 2016: Maranhão - Paulo Roberto (4º. Lugar) - (Representando o Estado do Maranhão em Aquiraz, CE) Mister Brasil Diversidade - 2013: Mato Grosso do Sul - Carlos Gabo (Vencedor) - (Representando o Estado do Mato Grosso do Sul em São Paulo, SP) Mister Beleza Sergipana - 2016: Sergipe - Rafael Luís (Vencedor) - (Sem representação específica) |